# Municipio de Kottke Valley
El municipio de Kottke Valley (en inglés: Kottke Valley Township) es un municipio ubicado en el condado de McHenry en el estado estadounidense de Dakota del Norte. En el año 2010 tenía una población de 49 habitantes y una densidad poblacional de 0,53 personas por km².

## Geografía
El municipio de Kottke Valley se encuentra ubicado en las coordenadas 48°19′39″N 100°57′2″O / 48.32750, -100.95056. Según la Oficina del Censo de los Estados Unidos, el municipio tiene una superficie total de 92.31 km², de la cual 92,31 km² corresponden a tierra firme y (0 %) 0 km² es agua.

## Demografía
Según el censo de 2010, había 49 personas residiendo en el municipio de Kottke Valley. La densidad de población era de 0,53 hab./km². De los 49 habitantes, el municipio de Kottke Valley estaba compuesto por el 97,96 % blancos y el 2,04 % eran de una mezcla de razas. Del total de la población el 2,04 % eran hispanos o latinos de cualquier raza.